# 曼圖瓦鎮區 (愛荷華州門羅縣)
曼圖瓦鎮區（英語：Mantua Township）是位於美國愛荷華州門羅縣的一個行政鎮區。

## 地方資料
根據2010年美國人口普查的數據，曼圖瓦鎮區的面積為94.32平方千米，當中陸地面積為94.32平方千米，而水域面積為0.00平方千米。當地共有人口533人，而人口密度為每平方千米5.65人。